# 평화에 반한 죄
평화에 반한 죄(平和에 反한 罪, Crime against peace)는 국제법상 금지되는 무력의 사용 또는 위협을 하는 범죄를 말한다.
제2차 세계 대전 종전 이후에 열린 뉘른베르크 국제군사재판 및 극동국제군사재판에서, 전쟁 중에 처벌되던 종래의 전쟁법규 위반의 행위인 전쟁 범죄 이외에, 새로 추가하여 평화에 반한 죄와 인도에 반한 죄가 처벌의 대상이 되었다. 극동국제군사재판에서 일본의 전범은 A급 전범(평화에 반한 죄), B급 전범(전쟁 범죄), C급 전범(인도에 반한 죄)로 분류되어 처벌되었다.

## 무력 사용 금지 원칙
국가 간의 분쟁에 있어서, 군사력 등 무력을 사용하면 안된다는 원칙이다.